# Hruštička zelenokvětá

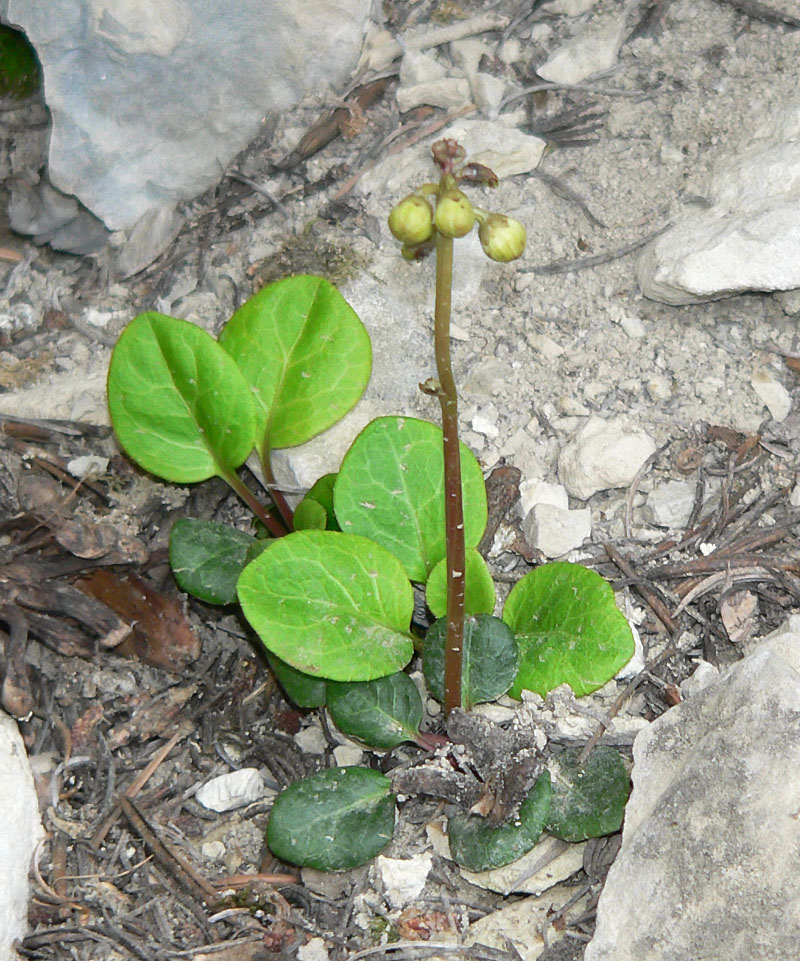
Přízemní listy

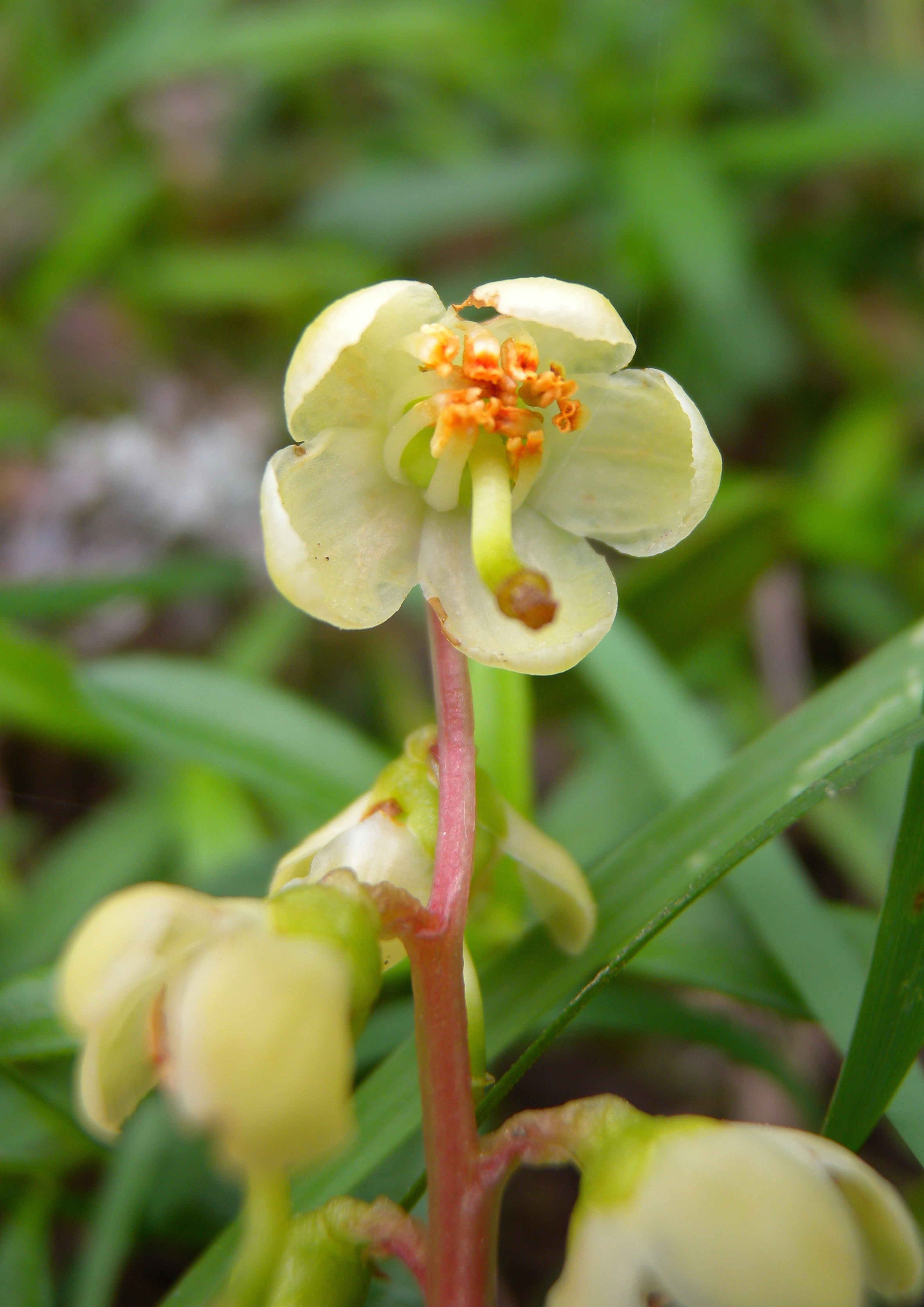
Otevřený květ

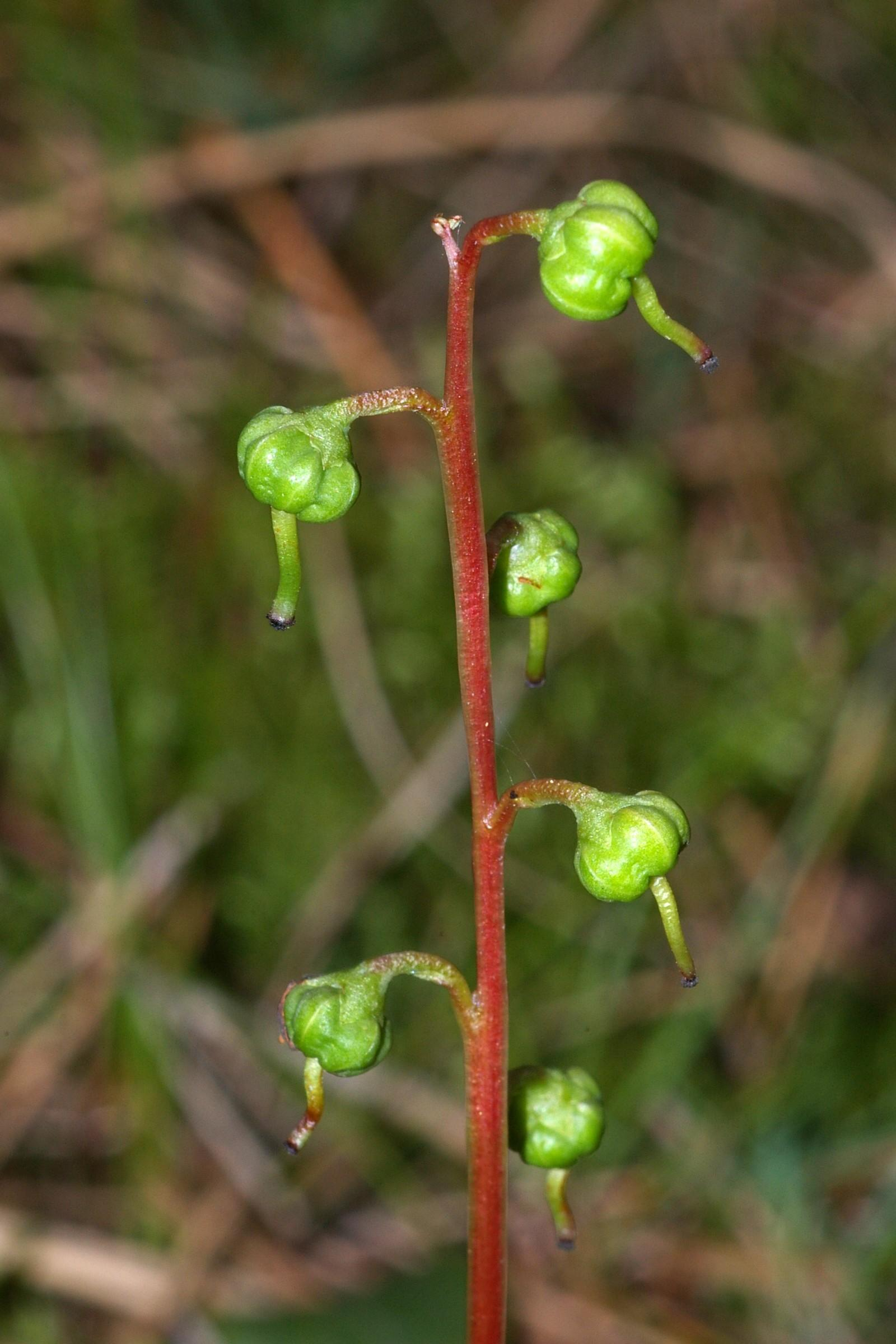
Dozrávající plody

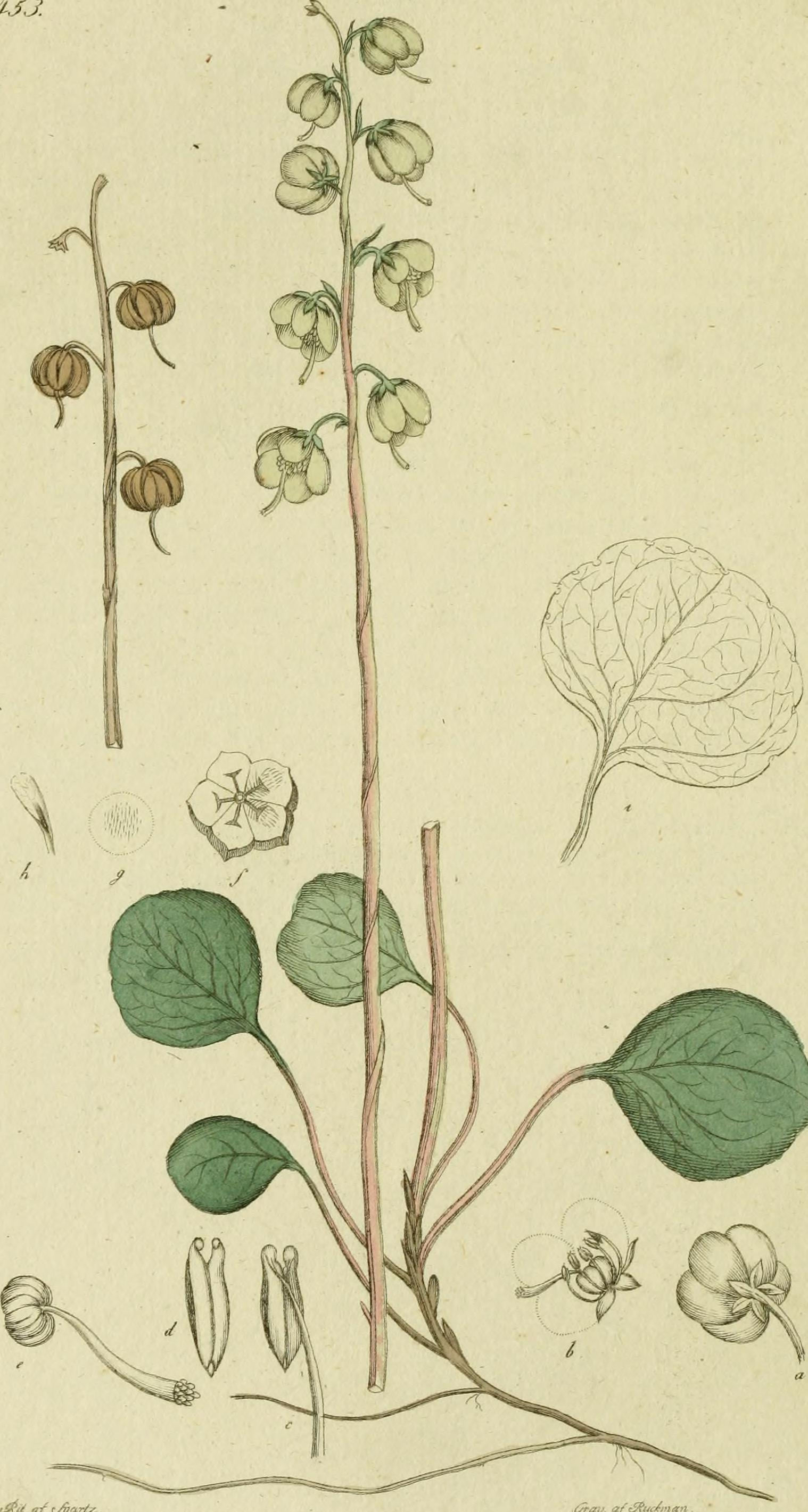
Nákres kvetoucí rostliny

Hruštička zelenokvětá (Pyrola chlorantha) je vytrvalá rostlina s květnou lodyhou vysokou do 20 cm, na které vyrůstají drobné žlutozelené květy. Obvykle roste v rozvolněném podrostu světlých lesů, v české přírodě je sice původním druhem, ale nalézt ji se podaří jen zřídkakdy.

## Rozšíření
Rostlina je rozšířena v mírném pásu severní polokoule se souvislejším výskytem od severu Španělska a Itálie přes střední Evropu a Skandinávii až za Ural, ve východní Sibiři pak až řekám Jenisej a Angara. Nespojitě roste na Balkáně, Kavkaze, ve Střední Asii, poměrně častá je na americkém kontinentu ve Spojených státech a v Kanadě.
V České republice rostla v minulosti na poměrně velké části území, ve 2. tisíciletí je ale nacházena ve větším počtu pouze podél řeky Svratky, v okolí Loun a v Pošumaví, jinak se vyskytuje jen ojediněle či v mikrolokalitách, jako např. mezi Tišnovem a Bystřicí nad Pernštějnem. Roste nejvíce ve středních polohách mezofytika, v termofytiku se objevuje jen vzácně.

## Ekologie
Je vytrvalá bylina rostoucí především v suchých světlých lesích s hustě zapojeným mechovým patrem. Upřednostňuje světlé lesy s rozvolněným podrostem, nejlépe jí vyhovují bory a doubravy. Vyskytuje se jak ve smíšených, tak i čistě listnatých, častá bývá v lesích s pastevní historií. Preferuje mírně kyselé až neutrální půdy v rozmezí 5,1 až 7,0 pH a suché teplé počasí. Roste na místech, kde je lesní půda pokrytá silnou vrstvou opadanky, která zajišťuje malé denní kolísání teplot. Je fakultativně považována spíše za horský druh, který se jen sporadicky vyskytuje v mokřadech. Vyskytuje se v nadmořské výšce až 3700 m n. m. (v Kanadě).
Listy jsou vytrvalé a přečkávají zimu pod sněhem bez újmy. Květní poupata se tvoří již během podzimu, nastalou zimu přečkávají zaváté sněhem a raší až na jaře, obvykle však u rostliny staré nejméně dva roky. Květy se rozvíjejí obvykle v květnu a kvetou do července, semena dozrávají od září. Klonální růst rostliny vede k jejich shlukům, někdy se vyskytuje až čtrnáct rostlin na 1 m². Odhadnutá průměrná životnost rostliny je deset let.
Hruštička zelenokvětá je částečně mykoheterotrofní, což znamená, že rostlina získává část živin pomoci mykorhizy, spojuje se s podhoubím jedné či více hub. Zbytek živin si ale fotosyntetizuje, byť roste ve skromných světelných podmínkách. Tyto houby jsou pravidelně propojené s poblíž rostoucími stromy, od kterých získávají uhlík pro stavbu nosné kostry a pomoci podhoubí jím zásobují i připojenou hruštičku zelenokvětou. Počet chromozomů 2n = 46, stupeň ploidie x = 2.

## Popis
Rostlina má pouze krátké drátovité kořeny, ale zato silné podzemní, horizontálně rostoucí sympodiálně větvené oddenky, které jsou stonkového nebo kořenového původu a mívají světlou barvu.
Listy se žlábkovaným řapíkem, dlouhým 2 až 5 cm, vyrůstají v přízemní růžici, v přeslenu těsně u země. Jejich čepele jsou kožovité, okrouhlé, na vrcholu zaokrouhlené až slabě vykrojené a po okrajích vroubkované, na lícní straně jsou tmavozelené a na rubové o málo světlejší. Čepele bývají dlouhé od 2,5 do 3 cm, široké 1 až 2,5 cm a bývají kratší než řapíky. Květné lodyhy jsou přímé, lysé, křídlatě hranaté a dlouhé průměrně 10 až 20 cm. Lodyžní listy jsou redukované na jednu až čtyři štíhlé šupiny vyskytující se v horní části lodyhy, u některých rostlin zcela chybějí.
Z listové růžice vyrůstají nevětvené květné lodyhy zakončené vrcholovým hroznovitým květenstvím, obsahujícím nejčastěji pět až deset svěšených květů, které mají stopky asi 5 mm dlouhé a vyrůstají v úžlabí o málo kratších kopinatých listenů. Květy jsou pětičetné, miskovitého tvaru, souměrné a mívají asi 1 cm v průměru. Srostlolupenné kališní lístky jsou trojúhelníkovitě vejčité, dlouhé i široké asi 1,5 mm a mají úzký světlý lem. Zvonkovitá Korunní lístky jsou žlutozelené, vejčitého či eliptického tvaru a dlouhé asi 6 mm. Synkarpní gyneceum je srostlé z pěti plodolistů, svrchní pětidílný semeník obsahuje velké množství vajíček, uvádí se počet až 6000. V květu je dále deset tyčinek s tlustými nitkami, z nichž každá nese po žlutém prašníku obsahujícím pylová zrna, a pouze jedna zakřivená, světlezelená čnělka, která je na konci rozšířená a její laločnatá blizna z květu vyniká.
Plodem je kulovitá, poněkud stlačená a převislá, pětidílná tobolka otvírající se ve zralosti zespod. Má asi 6 mm v průměru, obsahuje okolo 3000 drobných, vřetenovitých, vejčitých, téměř prachových semen schopných klíčení. Ve zralostí se tobolky na stopkách vzpřimují, otvírají se a vypouštějí semena unášená větrem. Přes svou lehkost se obvykle nedostávají daleko, v lese asi 80 % semen dopadne do metru od mateřské rostliny a 95 % se nedostává dál než do 5 m, tato krátká vzdálenost je dána slabým větrem v zalesněné oblasti a těsnou blízkosti rostlin u země.

## Rozmnožování
Bylina se rozmnožuje hlavně vegetativně, podpovrchovými oddenky světlé barvy, proto vyrůstají na stanovištích jednotlivé rostliny blízko sebe. Na větší vzdálenosti se šíří pohlavně semeny, která jsou však velice drobná a k vyklíčení musí najít speciální podmínky.
Rostliny opylují převážně čmeláci nebo větší včely, které nalétavají těsně nad prašník a zralý pyl z něj vytřásají vibracemi svých prsních svalů. Uvolněný trikolpátní pyl, slepený v tetrádách, se nalepí na jejich tělo a je následně odnesen na blizny jiných květů. Bez tohoto zvláštního způsobu opylení vytvoří rostliny případným samosprašením vlastním pylem asi desetkrát méně plodných semen.
Stejně jako většina rostlin s prachovými semeny má embryo k dispozici pouze minimální množství výživného endospermu. Embryo získává další výživné látky potřebné k růstu za pomoci mykorhizy, musí se proto v počátku klíčení napojit na podhoubí vhodné houby, někdy i na více druhů současně. Po spojení s houbou embryo narůstá až vytvoří bezbarvý kořínek a následně listy. Na konci prvního vegetačního období jsou sazenice asi 2 cm dlouhé. Po vytvoření zelených listů je sice rostlinka schopná fotosyntézou si většinu živin zajišťovat sama, přesto je trvale závislá na připojeném podhoubí, proto není vhodným kandidátem pro šíření a reintrodukci na jinou lokalitu.

## Ohrožení
Hruštička zelenokvětá je konkurenčně slabý druh vázaný na světlé lesy s rozvolněným podrostem, často s pastevní historií. Mizení tohoto biotopu, který se v Česku stává stále vzácnějším, jsou společně s celkovou eutrofizaci okolní přírody a nevhodným lesnickým hospodařením hlavními důvody postupného ústupu tohoto druhu z české krajiny.
V České republice patří hruštička zelenokvětá, podle "Červeného seznamu ohrožených druhů České republiky", mezi kriticky ohrožené druhy ( C1t). V celosvětovém měřítku však pro svůj široký výskyt není za ohroženou rostlinu považována.